# Proyecto Suricatos de Kalahari
El Proyecto Suricatos de Kalahari (en inglés Kalahari Meerkat Project o KMP) es un proyecto de investigación a largo plazo enfocado en las causas evolutivas y las consecuencias ecológicas del comportamiento cooperativo en las suricatas. Las metas secundarias del proyecto son determinar que factores afectan el éxito reproductivo de las suricatas y que patrones de comportamiento y psicológicos controlan tanto la reproducción como el comportamiento cooperativo. El proyecto también trabaja en monitorear las poblaciones vegetales y animales en la reserva y trabaja con la cercana comunidad Van Zylsrus en áreas de conservación ambiental  y uso sostenible de los recursos.
Situado en la Reserva del Río Kuruman en la Provincia Septentrional del Cabo, Sudáfrica, cerca de la frontera con Botsuana, el proyecto está patrocinado conjuntamente por la Universidad de Cambridge y el Fideicomiso de Investigación del Kalahari.

## Historia
El proyecto fue fundado a principios de los noventa  por investigadores en la Universidad de Cambridge. Originalmente se ubicó en el  Parque transfronterizo de Kgalagadi, pero en 1993 se mudó a la Reserva del Río Kuruman, una zona de terreno semiárido de aproximadamente cincuenta kilómetros cuadrados (20 mi²) en el Desierto del Kalahari a ambos lados del casi siempre seco Río Kuruman. La reserva consiste primariamente de dunas fósiles de escasa vegetación que se aplanan cerca del río, el cual está seco salvo por corrientes temporales en la época de lluvias (véase Uadi). El proyecto ahora es parte del "Grupo de Investigación de Animales Grandes" de la universidad, encabezado por Tim Clutton-Brock, miembro de la Real Sociedad de Londres, que ha encabezado el KMP desde 1993.

## Personal
El proyecto tiene usualmente 10 a 15 voluntarios que forman el personal principal del KMP. Son supervisados por la Coordinador de Campo Helene Brettschneider y el Administrador de Campo James Samson. Adicionalmente, voluntarios del Earthwatch Institute ayudan en la recopilación de datos de la investigación. Usualmente también hay un técnico sudafricano responsable de la logística, 6 a 8 postgraduados internos y algunos investigadores de doctorado o independientes llevando investigaciones propias en el área. Raramente hay menos de 10 personas trabajando en el área del proyecto.
Los principales investigadores del proyecto son Tim Clutton-Brock, profesor de ecología animal en la Universidad de Cambridge, y Marta Manser, profesora de comportamiento animal en la Universidad de Zúrich.

## Sujetos de estudio
El estudio del KMP incluye 16 grupos de suricatas, con 6 viviendo exclusivamente dentro de la reserva y el resto con territorios que se extienden a las tierras circundantes. La mayoría de los miembros de los grupos están suficientemente familiarizados con los investigadores humanos como para no incomodarse con su presencia y sea relativamente fácil tocarlos y tomarles muestras. Se mantienen registros extremadamente precisos de la historia de la vida de cada suricata en cada población estudiada. Para cada animal se incluyen registros de nacimiento, muertes, embarazos, lactancias, ciclos estrales, cambios de estatus social y afiliación grupal y cualquier comportamiento o actividad anormal.
El equipo del proyecto ofrece a equipos de rodaje y fotógrafos de la vida silvestre la oportunidad de filmar los grupos habituados de suricatas de la reserva. Las suricatas del KMP han sido sujetos de varios programas documentales, incluyendo:
- El reino del suricato, un popular docudrama de Animal Planet producido por Oxford Scientific Films enfocado principalmente en el grupo Bigotes (en inglés The Whiskers), uno de los grupos de estudio a largo plazo.[5]
- Ella, A Meerkat's Tale,  un especial de una hora en 2005 de Oxford Scientific Films que sigue la vida de una joven hembra que rompe las reglas y tiene crías a pesar de ser una hembra subordinada.[7]
- Meerkats, una película Nigel Marven en 2003.[7]
- Life of Mammals, un episodio de 2002 de la serie de Sir David Attenborough para la BBC.[7]
- Walking with Meerkats: Meerkat Madness, un especial de 30 minutos producido en 2001 por Big Wave TV para  National Geographic que se centra en el grupo Lazuli.[8] El título hace referencia a una serie de programas de la BBC llamados Walking with Dinosaurs, Walking with Beasts y Walking with Monsters.

En mayo de 2010 Lapland Studio anunció un videojuego llamado Lead the Meerkats para la Wii y que donaría al KMP las ganancias de las copias vendidas el primer día.  Tim Clutton-Brock y Evi Bauer, presidente de Amigos del Proyecto Suricatos de Kalahari, expresaron entusiasmo por el juego como una manera de educar sobre las suricatas por medio de un juego muy realista.

## Amigos del Proyecto Suricatos de Kalahari
"Amigos del Proyecto Suricatos de Kalahari" es una organización de patrocinio totalmente independiente desde el punto de vista legal pero funcionalmente integrada al proyecto que fue fundada en Suiza el 23 de noviembre de 2007. A través de este sitio web el KMP publica información sobre las suricatas, incluyendo actualizaciones sobre el historial de vida de cada animal y cada grupo de estudio, actualización sobre los grupos existentes, información histórica de grupos desaparecidos, e información básica sobre las suricatas. El proyecto sube sus propias fotografías y videos, disponibles gratuitamente.
En abril de 2008 el sitio empezó a vender paquetes "Amigos" cómo un modo de ofrecer apoyo al proyecto. El paquete incluye información adicional no publicada en el sitio, información detallada comparativa entre las suricatas reales del proyecto y los personajes de El reino del suricato.
El 8 de junio de 2008 el sitio creció para incluir una tienda virtual a través de la cual el proyecto ofrece una variedad de artículos relacionados son las suricatas. Los ingresos se destinan a apoyar el proyecto.